# فيكرام ناير
فيكرام ناير (بالإنجليزية: Vikram Nair)‏ هو محامي وسياسي سنغافوري، ولد في 18 يوليو 1978. حزبياً، نشط في حزب العمل الشعبي. وقد انتخب عضو مجلس الشعب السنغافوري عن دائرة Sembawang Group Representation Constituency ‏ وقد انضم خلال فترته النيابية ‏  للكتلة البرلمانية حزب العمل الشعبي وانتخب عضو مجلس الشعب السنغافوري عن دائرة Sembawang Group Representation Constituency ‏ وقد انضم خلال فترته النيابية ‏  للكتلة البرلمانية حزب العمل الشعبي.